# Фільтр HEPA

Фільтр НЕРА

HEPA-фільтр (від англ. High Efficiency Particulate Air) (вимовляється /ˈhɛpə/) — це різновид дуже дієвого повітряного фільтра. MERV — стандарт, що використовується для вимірювання загальної пиловловлювальної здатності фільтра. Шкала MERV становить від 1 до 20 і визначає здатність фільтра видаляти частинки розміром від 10 до 0,3 мікрометра. Фільтри з більш високими показниками не лише видаляють більше частинок з повітря, вони також затримують дрібніші частинки.

## Вступ
Фільтри HEPA можуть не пропускати мікроскопічні частинки розміром у кілька мікронів. Для порівняння, волосся людини має діаметр приблизно від 50 до 150 мкм. Отже, справжній фільтр HEPA справно захоплює частинки в кілька сотень разів менших за товщину людського волосся.

Фільтри HEPA складаються із мережі випадково розташованих волокон. Волокна зазвичай, виробляються зі склопластику та мають діаметр від 0,5 до 2,0 мкм. Найважливіші чинники, які слід враховувати у фільтрі HEPA, це діаметр волокон, товщина фільтра та швидкість руху частинок повітря. Простір між волокнами значно більше 0,3 мкм, але це не означає, що крізь нього можуть проходити частинки з меншим діаметром. На відміну від мембранних фільтрів де застосовується такий розмір пор, коли частинки розміром, більшим за отвір або відстань між волокнами, взагалі не можуть проходити крізь них, фільтри HEPA розраховані на значно менші забруднювачі та частинки, котрі потрапляють у пастку (прилипають до волокон) за допомогою таких механізмів:

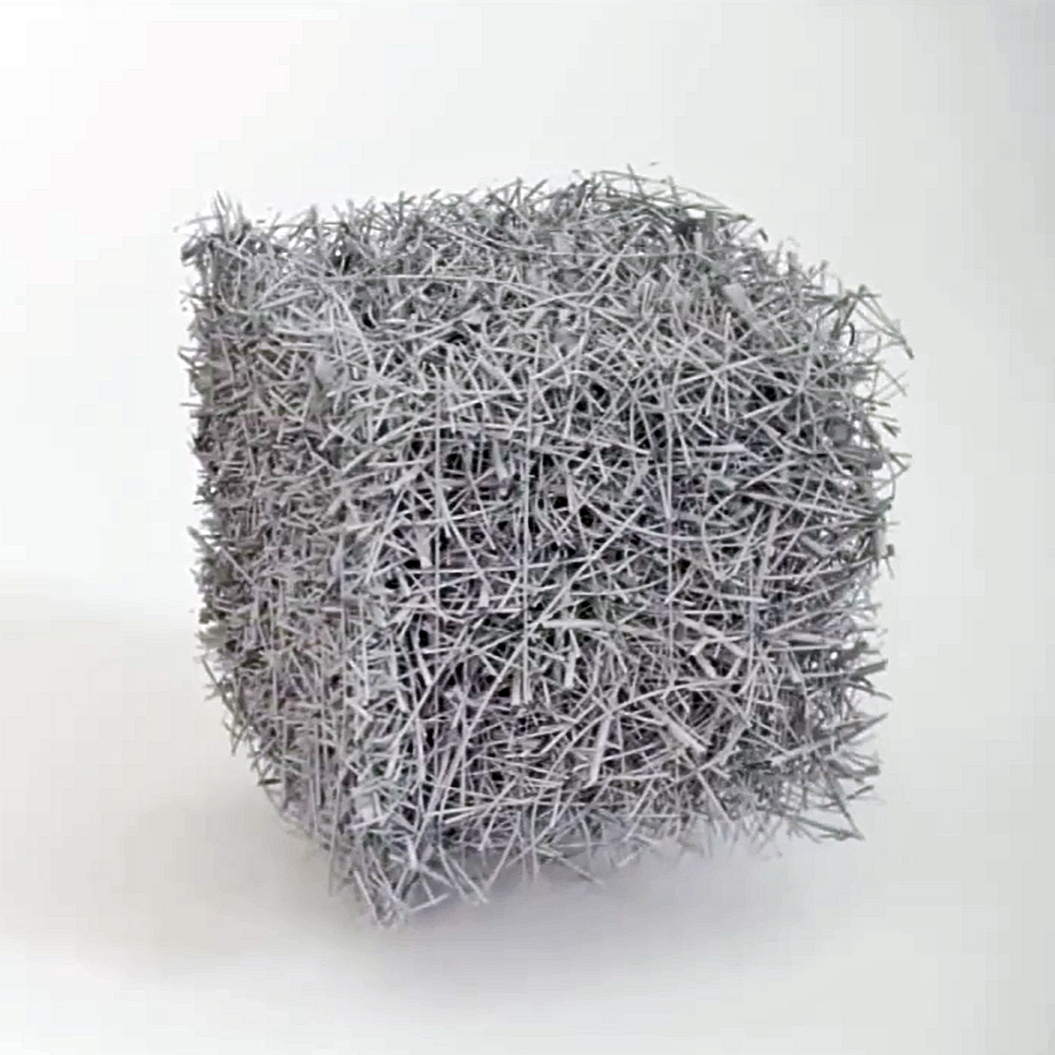
Фільтр HEPA

- Перехоплення: Тоді, коли частинки, які йдуть за потоком повітря, огинають волокна і за інерцією прилипають до них.
- Удар: Це коли великі частинки не в змозі уникнути волокон, слідуючи за потоком повітря, і змушені безпосередньо натикатися на одне з них. Цей ефект посилюється зі зменшенням відстаней між волокнами та збільшенням швидкості потоку повітря.
- Дифузія: Найдрібніші частинки, особливо розміром менше 0,1 мкм, стикаються з молекулами повітря, які запобігають і затримують їх проходження крізь фільтр. Така поведінка схожа на броунівський рух і збільшує ймовірність того, що частинка буде зупинена одним із двох попередніх механізмів. Цей спосіб є найбільш дієвим, коли повітряний потік повільний.

Дифузія найбільш придатна для частинок діаметром менше 0,1 мкм. Перехоплення та удар мають перевагу для частинок більше 0,4 мкм.

## Біомедичне застосування
Фільтри HEPA перешкоджають поширенню бактерій та вірусів крізь повітря, тому дуже важливі для запобігання інфекцій. Системи фільтрації HEPA для медичних цілей часто

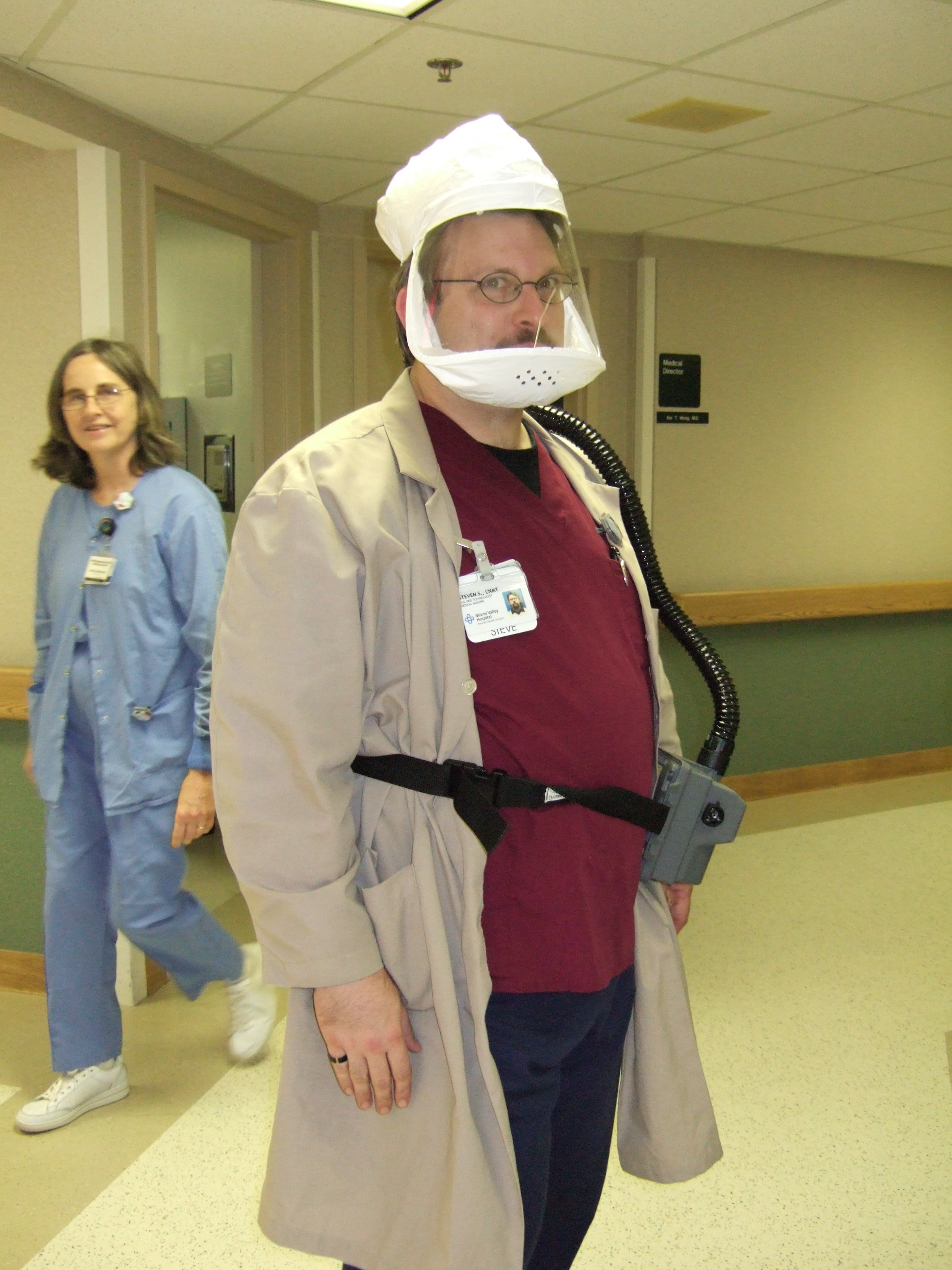
Співробітники лікарні, що застосовують респіратор з очищенням повітря (PAPR), оснащений фільтром HEPA, який використовується для захисту від повітряних або аерозольних збудників, таких як туберкульозні бактерії та віруси.

містять високоенергетичне ультрафіолетове світло для видалення будь-яких живих бактерій та вірусів, захоплених фізичним фільтром. Деякі з найбільш високо оцінених систем HEPA, мають 99,995 % ефективність, та забезпечують високий рівень захисту від хвороб, котрі передаються повітрям. Розмір SARS‑CoV‑2 становить приблизно 0,125 мкм. Повітряні крапельки SARS-CoV-2 (COVID-19) можуть бути вловлені фільтрами HEPA.

## Використання на літаках
На сучасних літальних апаратах використовуються фільтри HEPA для зменшення поширення збудників крізь рециркульоване повітря. Дослідження Міністерства транспорту Сполучених Штатів, проведене на 92 випадкових рейсах, показало, що рівень грибків та бактерій, виявлених у салонах, дорівнює або нижчий, ніж у будинках. Ці низькі рівні мікробів зумовлені повною зміною повітря всередині салону, яка здійснюється від 10 до 15 разів на годину, і високою фільтрувальною здатністю систем рециркуляції повітря. Такі фільтри, які використовуються в звичайних літальних апаратах, схожі на фільтри HEPA, котрі застосовуються в промислових чистих приміщеннях і в особливих лікарняних приміщеннях, як-от відділення з пересадки органів та опікових. Порівняно з цими системами, пристрої фільтрації, що застосовуються у звичайних спорудах, не здатні видаляти з повітря бактерії та віруси.

## Домашнє застосування
Фільтри HEPA мають різні види використання в домашніх умовах, в невеликих приладах, як-от очищувачі повітря, кондиціонери або пилососи. У багатьох сучасних пилососах є фільтри HEPA, які дозволяють очищувати повітря під час всмоктування пилу. Однак, щоби бути по-справжньому спроможним, пилососу з HEPA-фільтром треба прокачувати все житлове повітря, що всмоктується крізь фільтр, для чого потрібен дуже потужний двигун.

## Довговічний HEPA-фільтр в очищувачах повітря
Термін придатності фільтра HEPA регламентується виробниками й може складати до 10 років. Фільтри, розраховані на тривалий термін експлуатації, виготовлені зі спеціальних високоефективних матеріалів. На додачу деякі фільтри HEPA можуть бути оброблені антибактеріальним покриттям, що зменшує кількість мікроорганізмів. Екземпляри з недорогого матеріалу, такого як целюлоза, мають коротший термін служби.
Фільтри для тривалого використання укладають у щільний гофр. У розгорнутому вигляді довжина найефективніших HEPA-фільтрів може досягати 8 метрів. Згадаймо, що HEPA вловлює частинки від 0,01 мкм, що навіть непомітні оку, тому здатен затримати чимало забруднювачів завдяки своїй площі.

## Історія
Ідея розробки фільтра HEPA народилася завдяки протигазам, які носили солдати, котрі воювали під час Другої світової війні. Папір, знайдений у німецькому протигазі, мав надзвичайно високу здатність утримання хімічного диму. Хімічний корпус британської армії використав це і почав виготовляти такі фільтри у великих кількостях для власних службових протигазів. Вони потребували іншого рішення для оперативних штабів, де окремі протигази були недоцільними. Армійський хімічний корпус розробив складану установку з механічною повітродувкою та очищувачем повітря, який містив целюлозно-азбестовий папір у глибоко гофрованій формі з прокладками між згортками. Він був названий «надзвичайним» повітряним фільтром і заклав основу для подальших досліджень, з розробки фільтра HEPA.
Наступна версія фільтра HEPA була розроблена в 40-х роках минулого століття і була використана в Мангеттенському проєкті для запобігання поширенню радіоактивних забруднень, що потрапляють у повітря. Хімічному корпусу армії США та Національному комітету з досліджень оборони, потрібно було розробити фільтр, придатний для видалення радіоактивних матеріалів з повітря. Армійський хімічний корпус попрохав Нобелівського лауреата Ірвінга Ленґмюра порадити способи тестування фільтру та інші загальні рекомендації щодо створення матеріалу для фільтрації цих радіоактивних частинок. Він визначив, що частинки 0,3 мкм є «найбільш проникним розміром» — найскладнішими і такими, що найбільше турбують.
Його було комерціалізовано у 1950-х роках, і початковий термін став зареєстрованим знаком для товарів і послуг, а згодом — загальновживаною торговельною маркою для високоефективних фільтрів.
Протягом десятиліть фільтри удосконалювалися, щоби задовольняти все більш високі вимоги до якості повітря в різних галузях високих технологій, таких як аерокосмічна, фармацевтична обробка лікарських засобів, лікарні, охорона здоров'я, ядерне паливо, ядерна енергетика та виготовлення мікросхем.